# ایتینایم
ایتینایم (به پرتغالی: Itanhaém) یک منطقهٔ مسکونی در برزیل است که در ایالت سائو پائولو واقع شده‌است. ایتینایم ۶۰۱٫۸۵ کیلومتر مربع مساحت و ۱۰۰٬۴۹۶ نفر جمعیت دارد و ۰ متر بالاتر از سطح دریا واقع شده‌است.